# Grand Prix de Fourmies 2002
La 70e édition du Grand Prix de Fourmies a eu lieu le 19 septembre 2002. Elle a été remportée par l'Italien Gianluca Bortolami.

## Classement final
Gianluca Bortolami remporte la course en parcourant les 180 kilomètres en 4 h 28 min 5 s à la vitesse moyenne de 40,28 km/h.
| \| Classement général \| Classement général \| Classement général \| Classement général \| Classement général \| \| Coureur \| Coureur \| Pays \| Équipe \| Temps \| \| ------------------ \| ------------------ \| ------------------ \| ------------------------------- \| ------------------ \| \| 1er \| Gianluca Bortolami \| Italie \| Tacconi Sport \| 4 h 28 min 05 s \| \| 2e \| Laurent Jalabert \| France \| CSC-Tiscali \| + 0 s \| \| 3e \| Cédric Vasseur \| France \| Cofidis-Le Crédit par Téléphone \| + 0 s \| \| 4e \| László Bodrogi \| Hongrie \| Mapei-Quick Step \| + 0 s \| \| 5e \| Luca Scinto \| Italie \| Mapei-Quick Step \| + 6 s \| |                    |         |                                 |                 |
| |                    |         |                                 |                 |
| Sources : ProCyclingStats Cycling Archives |                    |         |                                 |                 |
| Classement général |                    |         |                                 |                 |
| Coureur | Coureur            | Pays    | Équipe                          | Temps           |
| 1er | Gianluca Bortolami | Italie  | Tacconi Sport                   | 4 h 28 min 05 s |
| 2e | Laurent Jalabert   | France  | CSC-Tiscali                     | + 0 s           |
| 3e | Cédric Vasseur     | France  | Cofidis-Le Crédit par Téléphone | + 0 s           |
| 4e | László Bodrogi     | Hongrie | Mapei-Quick Step                | + 0 s           |
| 5e | Luca Scinto        | Italie  | Mapei-Quick Step                | + 6 s           |